# Froha
Froha (în arabă فروحة) este o comună din provincia Mascara, Algeria.
Populația comunei este de 13.769 de locuitori (2008).